# ゴールデンボール (ブリーフ&トランクスの曲)
「ゴールデンボール」は、ブリーフ&トランクスの11thシングルである。

## 概要
ブリトラ再結成後初のシングル。2012年7月11日発売。6thアルバム『グッジョブベイベー』先行シングル。ブリーフ＆トランクスとしては約12年ぶりのシングル曲となる。
伊藤は歌詞の意味を「前向きに生きて行きたいという願いを込めて作った曲です」と解説している。
カップリング曲『青のり(Acoustic Live 2011)』は伊藤のソロライブに細根がゲスト出演しプチ再結成した際の音源である。

## 収録曲
1. ゴールデンボール
2. 青のり(Acoustic Live 2011)
3. ゴールデンボール(朗読)
4. ゴールデンボール(細根くんハモリ付きカラオケ)

## 解説
ゴールデンボール
作詞・作曲：伊藤多賀之
シングル表題曲。精巣、生命についての歌。
青のり(Acoustic Live 2011)
作詞・作曲：伊藤多賀之
ゴールデンボール(朗読)
「ゴールデンボール」の歌詞を朗読したもの。
ゴールデンボール(細根くんハモリ付きカラオケ)
「ゴールデンボール」のカラオケトラック。細根のハモリが入っている。

## 他の収録CD
ゴールデンボール
・グッジョブベイベー
・ブリトラBESTバイブルII〜ひとりでこっそり聴いた方がいい曲集〜 - New Mix 収録
青のり(Acoustic Live 2011)
ゴールデンボール(朗読)
ゴールデンボール(細根くんハモリ付きカラオケ)